# Lepidoblennius
Lepidoblennius es un género de pez de la familia Tripterygiidae en el orden de los Perciformes.

## Especies
- Lepidoblennius haplodactylus Steindachner, 1867
- Lepidoblennius marmoratus Macleay, 1878